# 宮本ジョセフ拳
宮本 ジョセフ 拳（みやもと ジョセフ けん、1999年3月24日 - ）は、三重県四日市市出身の元プロ野球選手（外野手）。右投両打。NPBでは育成選手であった。
プロでの登録名はジョセフ。

## 経歴

### プロ入り前
小学校1年次から野球を始め、中学時代は外野手兼捕手として四日市ボーイズでプレーした。
高校は、愛知県の豊川高に進学する。2年次の秋からベンチ入りし、3年次は「4番・右翼手」となるが、夏は愛知県予選3回戦で敗退し、甲子園出場は叶わなかった。高校時代の同期に森博人がいる。
高校卒業後は、名古屋学院大学に進学。1年次の春季リーグからリーグ戦に出場する。同校の野球部は、愛知大学野球連盟の2部リーグに所属しており、在学中に1部リーグへの昇格はできなかったが、自身は主に1番を打ち大学通算20本塁打を記録した。
2020年10月26日に行われたプロ野球ドラフト会議において、埼玉西武ライオンズから育成選手ドラフト3位で指名を受け、11月19日に支度金350万円、年俸400万円（金額は推定）で仮契約を結んだ。背番号は123。登録名は「ジョセフ」となった。

### 西武時代
2021年は二軍公式戦（イースタン・リーグ）38試合に出場し、打率.200、0本塁打、4打点という成績だった。
2022年より、右打ちから両打ちに転向した。この年はイースタン・リーグ43試合に出場し、打率.187、1本塁打、8打点、5盗塁という成績だった。
2023年10月4日、球団から戦力外通告を受け、育成入団から3年経過したことにより自由契約となった。しかし、みやざきフェニックス・リーグおよび秋季キャンプには参加し、11月23日に再契約した。
2024年10月2日、球団から再び戦力外通告を受けた。11月19日に自身のYouTubeチャンネルを更新し、現役引退を発表した。

### 現役引退後
引退後は西武の球団職員に転身。あわせて、将来的に西武の栄養士として活動することを目指し、翌2025年からは専門学校に入学する。

## 人物・プレースタイル
ガーナ人の父と日本人の母の間に生まれる。
50m走を5秒9の俊足と遠投110mの強肩であり、高い身体能力を持つ。

## 詳細情報

### 年度別打撃成績
- 一軍公式戦出場なし

### 背番号
- 123（2021年[6] - 2024年）